# Dorothy Blum
Pour les articles homonymes, voir Blum.
Dorothy Toplitzky Blum (21 février 1924 - octobre 1980) est une informaticienne et cryptanalyste américaine. Elle travaille pour la National Security Agency et ses prédécesseurs de 1944 à sa mort en 1980.

## Enfance et formation
Dorothy Toplitzky naît en 1924 à New York de parents immigrés austro-hongrois.

## Carrière
Après avoir obtenu son diplôme du Brooklyn College en 1944, elle rejoint l'unité de cryptologie de l'armée américaine. Cette unité se concentre sur la cryptanalyse, l'étude de l'analyse des systèmes d'information pour accéder aux aspects cachés des systèmes, en l'occurrence, les messages cryptés des puissances de l'Axe. Après la Seconde Guerre mondiale, elle travaille pour l'Agence de sécurité des forces armées américaines, puis pour la National Security Agency (NSA).
Pendant son séjour à la NSA dans les années 1950, Dorothy Blum est chargée de « se tenir au courant des dernières avancées dans le domaine de l'informatique » et de recommander des technologies informatiques susceptibles d'être adaptées à la cryptanalyse et au renseignement sur les communications. Elle a notamment utilisé le langage de programmation Fortran trois ans avant sa diffusion publique en 1957. Elle écrit des logiciels pour la NSA et est le fer de lance des efforts visant à apprendre aux employés de la NSA à écrire des programmes de cryptanalyse.
Tout au long des années 1960 et 1970, Dorothy Blum continue à travailler dans le domaine de l'informatique, contribuant à la conception des systèmes informatiques de la NSA et à l'automatisation des processus. En 1972, elle devient chef de l'Organisation des opérations informatiques de la NSA (C7), la seule femme à l'époque dans la hiérarchie de l'organisation. Elle est nommée chef de l'Organisation des plans et du développement des projets (T4) dans l'Organisation des services de télécommunications et d'informatique en 1977. Elle a également participé au groupe Women in NSA (WIN).

## Héritage
Dorothy Blum meurt d'un cancer en octobre 1980, à l'âge de 56 ans. Un prix interne à la NSA, le Dorothy T Blum Award pour l'excellence dans le développement personnel et professionnel des employés, est nommé en son honneur. En 2004, elle est intronisée dans le Hall of Honor de la NSA. Une biographie officielle de la NSA indique qu'au cours de ses 36 ans de carrière, Blum a « changé de manière significative la façon dont la NSA faisait de la cryptanalyse ». Elle est également élue l'une des 100 « femmes les plus remarquables du gouvernement fédéral ».

## Vie personnelle
En 1950, elle épouse le mathématicien de la NSA Joseph Dorothy Blum, et ils ont eu plus tard un fils, David Dorothy Blum.